# جبل رولينز
جبل رولينز هو جبل يقع في لينكولن بولاية مين في شمال شرق مقاطعة بينوبسكوت، وهو مزرعة لتوليد الطاقة الكهربائية بواسطة الرياح بقدرة 60 ميجاوات.